# Bad Feilnbach
Bad Feilnbach ist eine Kur- und Fremdenverkehrsgemeinde im oberbayerischen Landkreis Rosenheim. Der gleichnamige Hauptort ist Sitz der Gemeindeverwaltung. Seit dem 19. Jahrhundert bilden die Moorvorkommen die Grundlage für Kur- und Gesundheitseinrichtungen, seit dem Jahr 1973 trägt das Moorheilbad das Prädikat „Bad“. Als Heilkurort ist das gesamte Gemeindegebiet anerkannt mit Ausnahme der Gemeindeteile der ehemaligen Gemeinde Dettendorf.

## Geografie

### Geografische Lage
Der Ort liegt unmittelbar am nördlichen Rand der Bayerischen Alpen, am Fuße des 1838 m hohen Wendelstein. Die Ortschaft befindet sich rund 17 km östlich von Miesbach, 10 km südlich von Bad Aibling, 15 km südwestlich von Rosenheim und 33 km von Kufstein entfernt.
Zur Bundesautobahn 8 (Anschlussstelle Bad Aibling) sind es 5 km, zur Bundesautobahn 93 (Anschlussstelle Reischenhart) 9 km und zu den nächstgelegenen Bahnstationen in Bad Aibling und Raubling jeweils rund 10 km.

### Gemeindegliederung
Die Gemeinde hat 77 Gemeindeteile:
- Achthal
- Aich
- Aign
- Altenburg
- Altofing
- Au bei Bad Aibling
- Bad Feilnbach
- Berg
- Berghalde
- Bichl
- Bindham
- Birkmann
- Blindenried
- Brainpold
- Brettschleipfen
- Brodhub
- Derndorf
- Dettendorf
- Eckersberg
- Eulenau
- Eulenthal
- Forsting
- Gern
- Gottschalling
- Gries
- Gundelsberg
- Gunzlloh
- Hausstatt
- Hof
- Hoferalm
- Hoiß
- Hummelhausen
- Jenbach
- Kematen
- Kogl
- Kreuzhub
- Kronwitt
- Kutterling
- Lengendorf
- Lippertskirchen
- Litzldorf
- Moos
- Moosbichl
- Mooshäusl
- Moosmühle
- Oberbindham
- Oberdaxham
- Oberhofen
- Oberlengendorf
- Oberlohe
- Oberpremrain
- Obersteinach
- Paulreuth
- Pfaffenberg
- Rabenstein
- Rann
- Reithof
- Schweigfeld
- Sonnenham
- Steinreb
- Steinwies
- Thalham
- Torfwerk Au-Eulenau
- Torfwerk Feilnbach
- Trogen
- Unterhofen
- Unterkalten
- Unterlohe
- Untermoosbichl
- Unterpremrain
- Untersteinach
- Walch
- Weidach
- Tregleralm
- Weihermann
- Wiechs
- Wilharting

Es gibt die Gemarkungen Au bei Bad Aibling, Bad Feilnbach, Dettendorf, Litzldorf und Wiechs.

### Natur
Folgende Schutzgebiete berühren das Gemeindegebiet:
- Naturschutzgebiet Auer Weidmoos (NSG-00117.01)
- Landschaftsschutzgebiet Schutz des Landschaftsteiles „Eckersberg“ im Bereich der Gemeinde Dettendorf, Landkreis Bad Aibling (LSG-00192.01)
- Fauna-Flora-Habitat-Gebiet Moore um Raubling (8138-372)
- Fauna-Flora-Habitat-Gebiet Auer Weidmoos mit Kalten und Kaltenaue (8138-371)
- Fauna-Flora-Habitat-Gebiet Mausohrkolonien im südlichen Landkreis Rosenheim (8037-372), Teilgebiet 3 in der Kirche St. Martin in Au bei Bad Aibling
- Fauna-Flora-Habitat-Gebiet Wochenstuben der Wimperfledermaus im Chiemgau (7841-371), Teilgebiet 6 in der Kirche St. Korbinian in Dettendorf
- Geotop Findling von Steinwies (187R020)

## Geschichte

### Bis zur Gemeindebildung
Zur Römerzeit sind einzelne Siedlungen entstanden, urkundlich erwähnt wird Feilnbach erstmals im Jahr 980 als „Fulinpah“, was sich von „fauler Bach“ ableitet und ein träges oder langsam fließendes Gewässer bezeichnet. Im Gegensatz dazu steht der „jähe Bach“, der heutige Jenbach, der wild und ungestüm fließt und dem auch ein Gemeindeteil seinen Namen verdankt. Das Gemeindegebiet reicht von den Vorbergen des Wendelsteinmassivs weit in das Filz- und Moorgebiet des Rosenheimer Beckens hinein und umfasst circa 5800 ha.
Feilnbach wurde im Zuge der Verwaltungsreformen in Bayern 1818 eine selbstständige politische Gemeinde.

### 19. und 20. Jahrhundert
Vom 27. Mai 1897 bis 1973 war der Ort Endpunkt der Lokalbahn Bad Aibling–Feilnbach.
Am 1. Januar 1966 wurden die Gemeinden Feilnbach und Wiechs zur neuen Gemeinde Feilnbach-Wiechs zusammengelegt, deren Namen am 28. Dezember 1971 in Feilnbach geändert wurde. Au bei Bad Aibling wurde im Zuge der Gemeindegebietsreform am 1. Januar 1972 eingemeindet. Dettendorf folgte am 1. Februar 1972. Am 22. Oktober 1973 erhielt die Gemeinde den Zusatz Bad. Schließlich wurde am 1. Mai 1978 die Gemeinde Litzldorf nach Bad Feilnbach eingegliedert.
Am 1. Juli 1972 wurde das zuvor zum Landkreis Bad Aibling gehörige Feilnbach dem Landkreis Rosenheim zugeschlagen.

### Einwohnerentwicklung
Zwischen 1988 und 2018 wuchs die Gemeinde von 5444 auf 8294 um 2850 Einwohner bzw. um 52,4 %.

Einwohnerentwicklung Bad Feilnbach

Die Zahlen geben jeweils den Stand vom 31. Dezember an:
- 2001: 7096 Einw.
- 2002: 7205 Einw.
- 2003: 7203 Einw.
- 2004: 7187 Einw.
- 2005: 7224 Einw.
- 2006: 7262 Einw.
- 2007: 7359 Einw.
- 2008: 7435 Einw.
- 2009: 7450 Einw.
- 2010: 7535 Einw.
- 2011: 7578 Einw.
- 2012: 7749 Einw.
- 2013: 7734 Einw.
- 2014: 7836 Einw.
- 2015: 8001 Einw.
- 2016: 8076 Einw.

## Politik

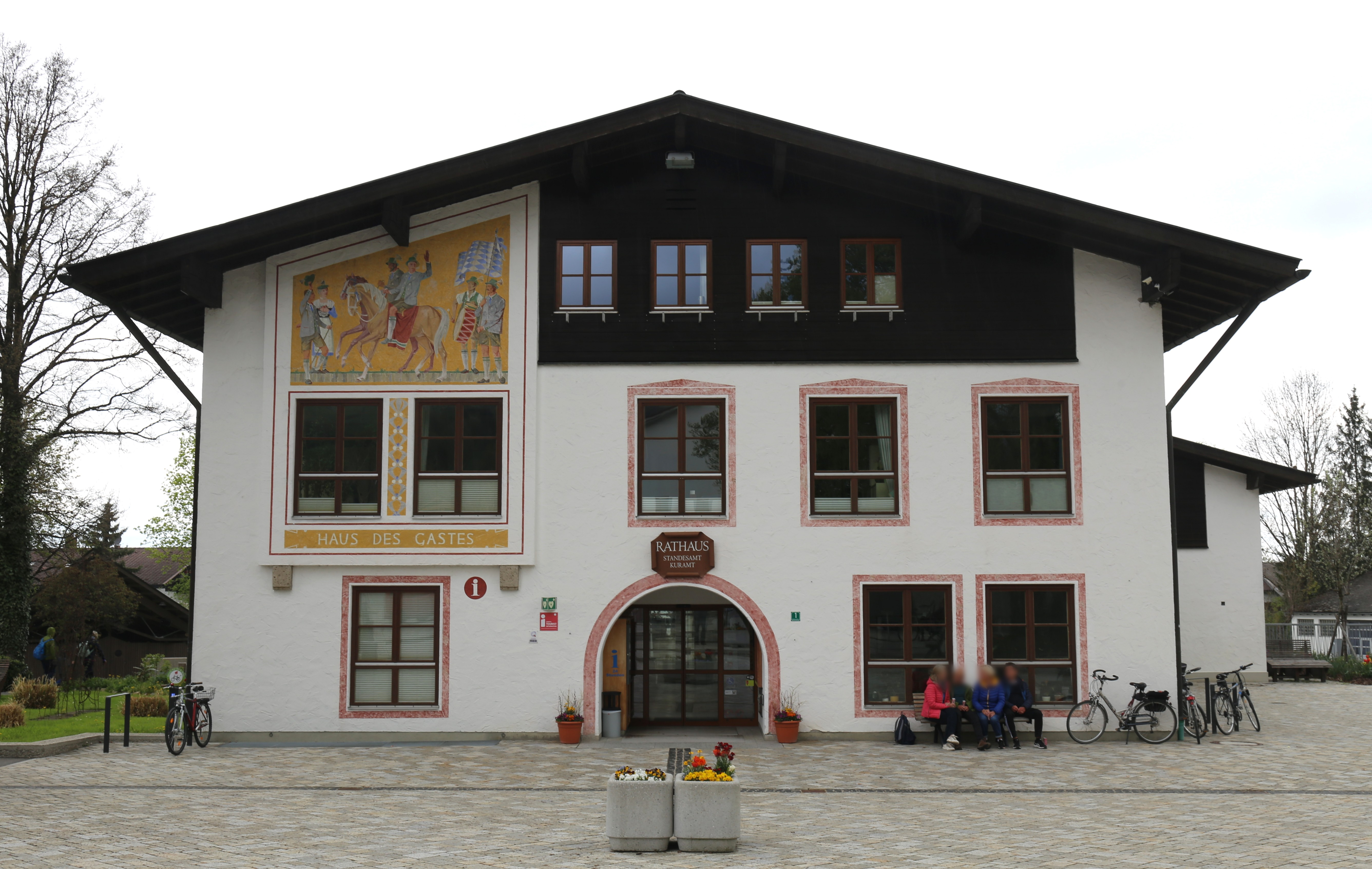
Rathaus

### Gemeinderat
Amtszeit der jetzigen Mitglieder vom 1. Mai 2020 bis zum 30. April 2026:
|                 | 2020 | 2014 | 2008 | 2002 |
| --------------- | ---- | ---- | ---- | ---- |
| Sitze insgesamt | 20   | 20   | 20   | 20   |
| CSU             | 8    | 10   | 09   | 11   |
| Grüne           | 4    | 0    | 0    | 0    |
| SPD             | 2    | 03   | 03   | 03   |
| ÜW              | 6    | 07   | 0 8  | 06   |

### Bürgermeister
- Erster Bürgermeister: Max Singer (ÜW)[7]
- Zweiter Bürgermeister: Josef Rauscher (CSU)
- Dritter Bürgermeister: Christian Bergener (ÜW)

### Wappen
| | Blasonierung: „In Rot über einem durchgehenden silbernen Wellenbalken eine silberne Kirche mit einem runden silbernen Turm rechts und einem angebauten runden Eckturm links; auf den goldenen Dächern der Türme und des Kirchenschiffes je ein goldenes Kreuz mit goldenem Knauf.“ |
| Wappenbegründung: Der silberne Wellenbalken ist ein Symbol für Bach und steht für den Hauptort Feilnbach, dieser Name wurde vom „faulen Bach“ (Fulinpah) abgeleitet. Die silberne Kirche ist ursprünglich übernommen aus dem Wappen der Edlen von Diepertskirchen. Diese Edelleute hatten von Beginn des 11. bis Ende des 15. Jahrhunderts im Ort Lippertskirchen einen Sitz inne. Das Wappen wurde 1957 von der Gemeinde Feilnbach übernommen und 1966 geändert. | |

### Gemeindepartnerschaften
- Litzelsdorf im Burgenland, Österreich (Kontakt seit 2000, bisher keine offizielle Partnerschaft)

## Kultur und Sehenswürdigkeiten
Bad Feilnbach hat 4 Trachtenvereine und 4 Blaskapellen (Feilnbach, Au, Dettendorf-Kematen und Litzldorf).

## Baudenkmäler

### Fotos von Bad Feilnbacher Kirchen

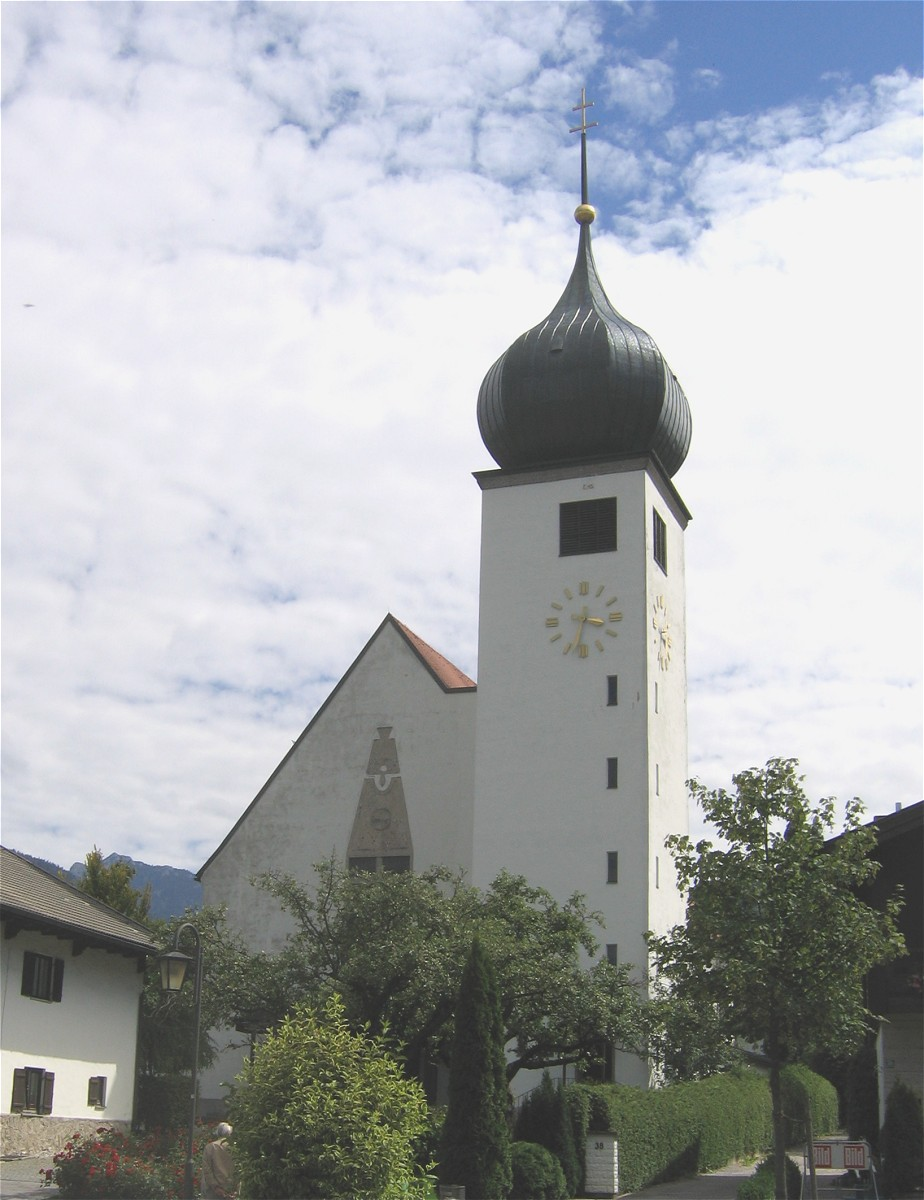
Bad Feilnbach
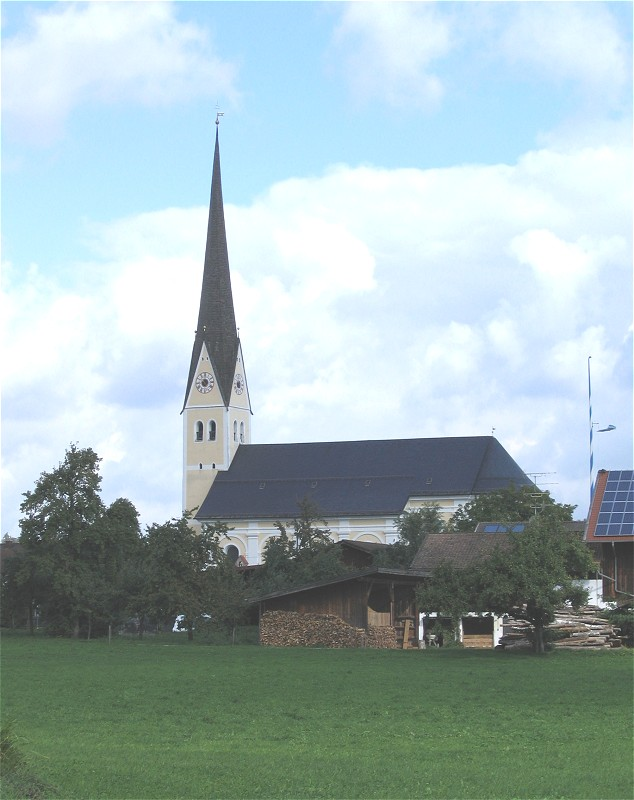
Au bei Bad Aibling
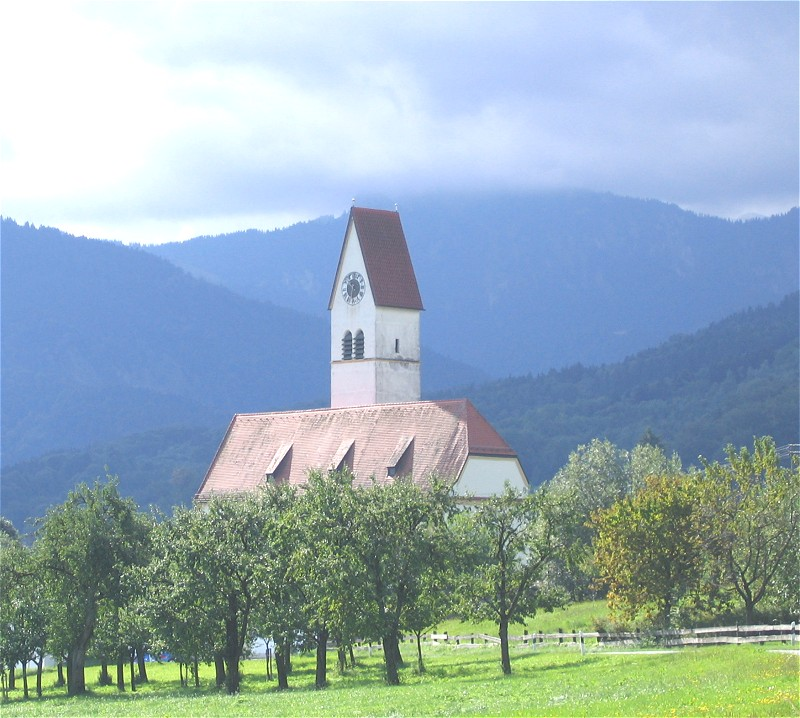
Lippertskirchen bei Bad Feilnbach
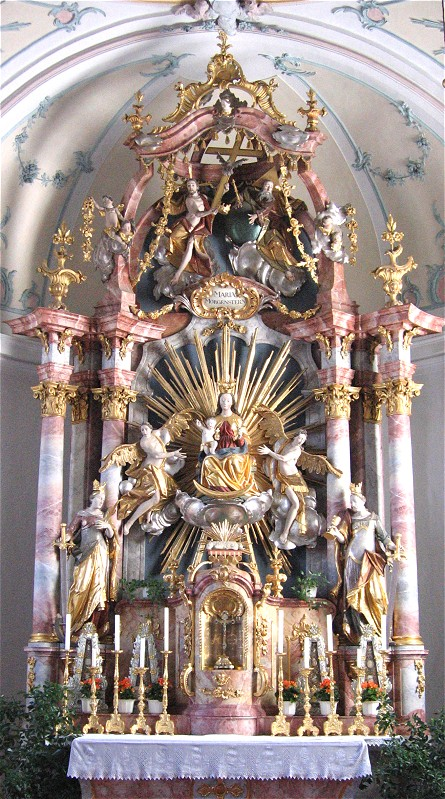
Altar in der Kirche von Lippertskirchen
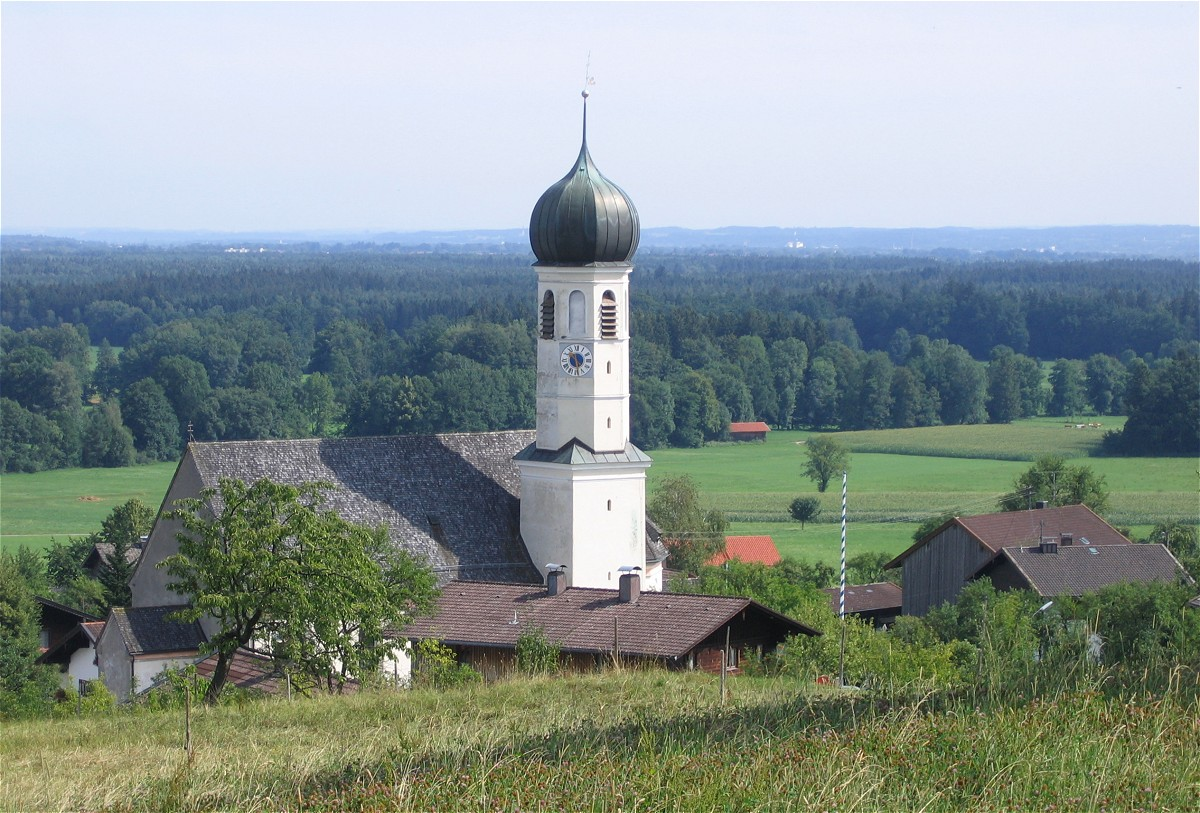
Litzldorf
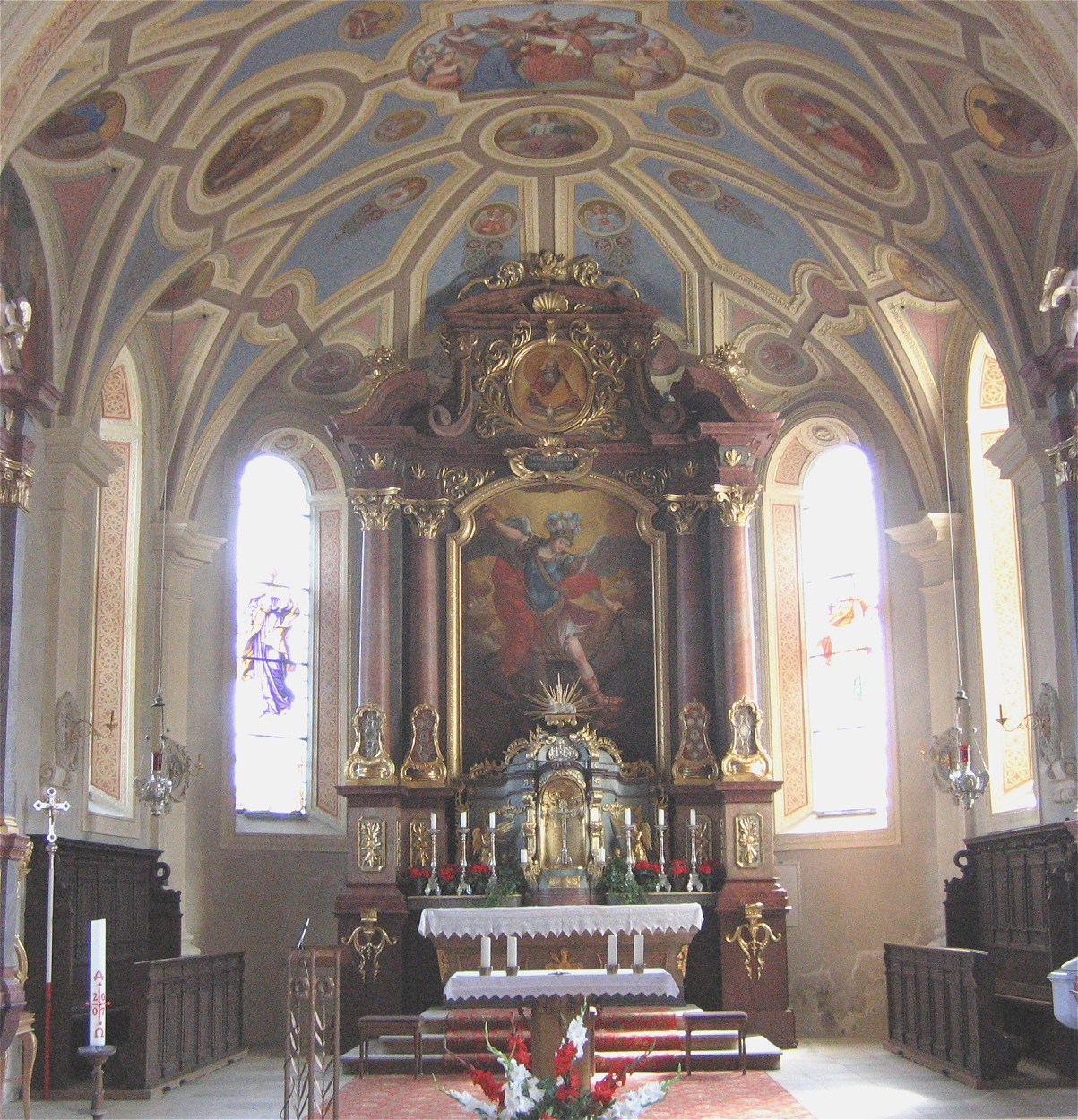
Litzldorf
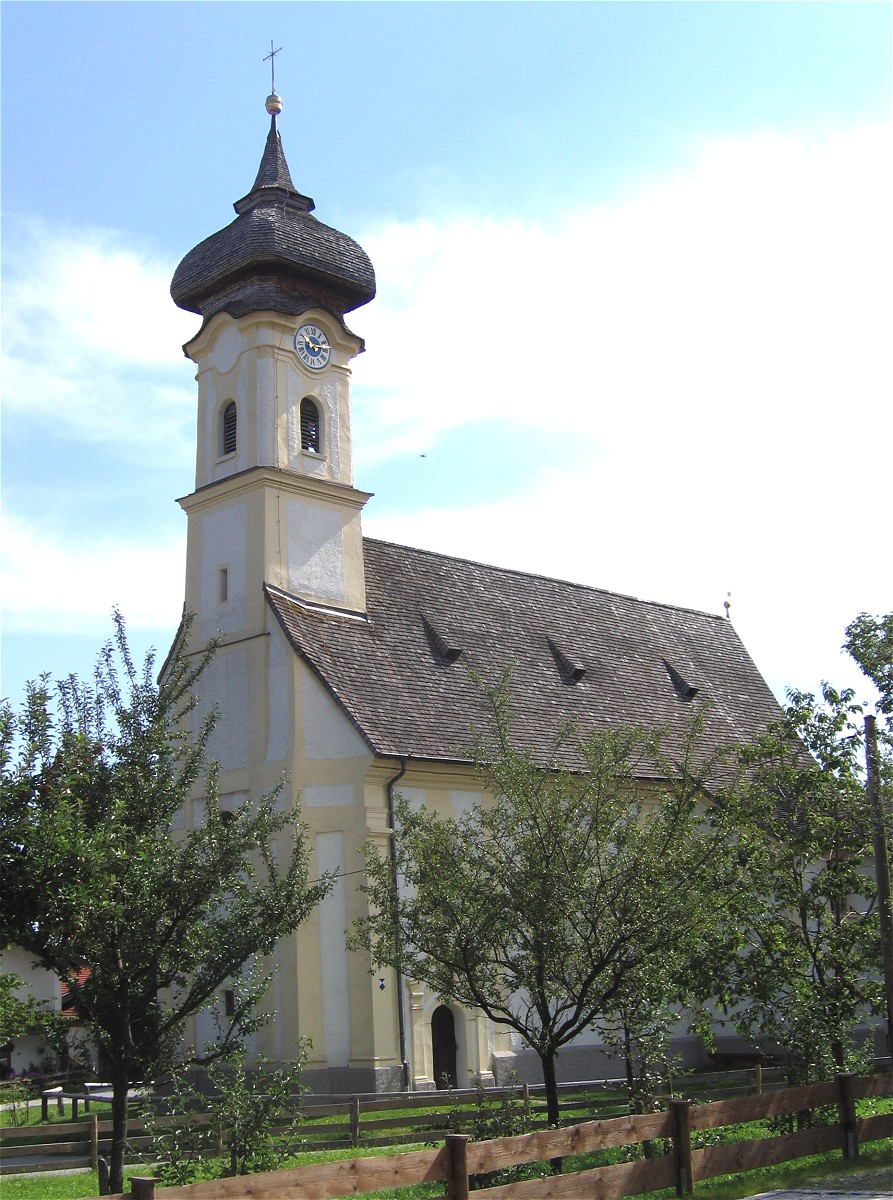
Wiechs
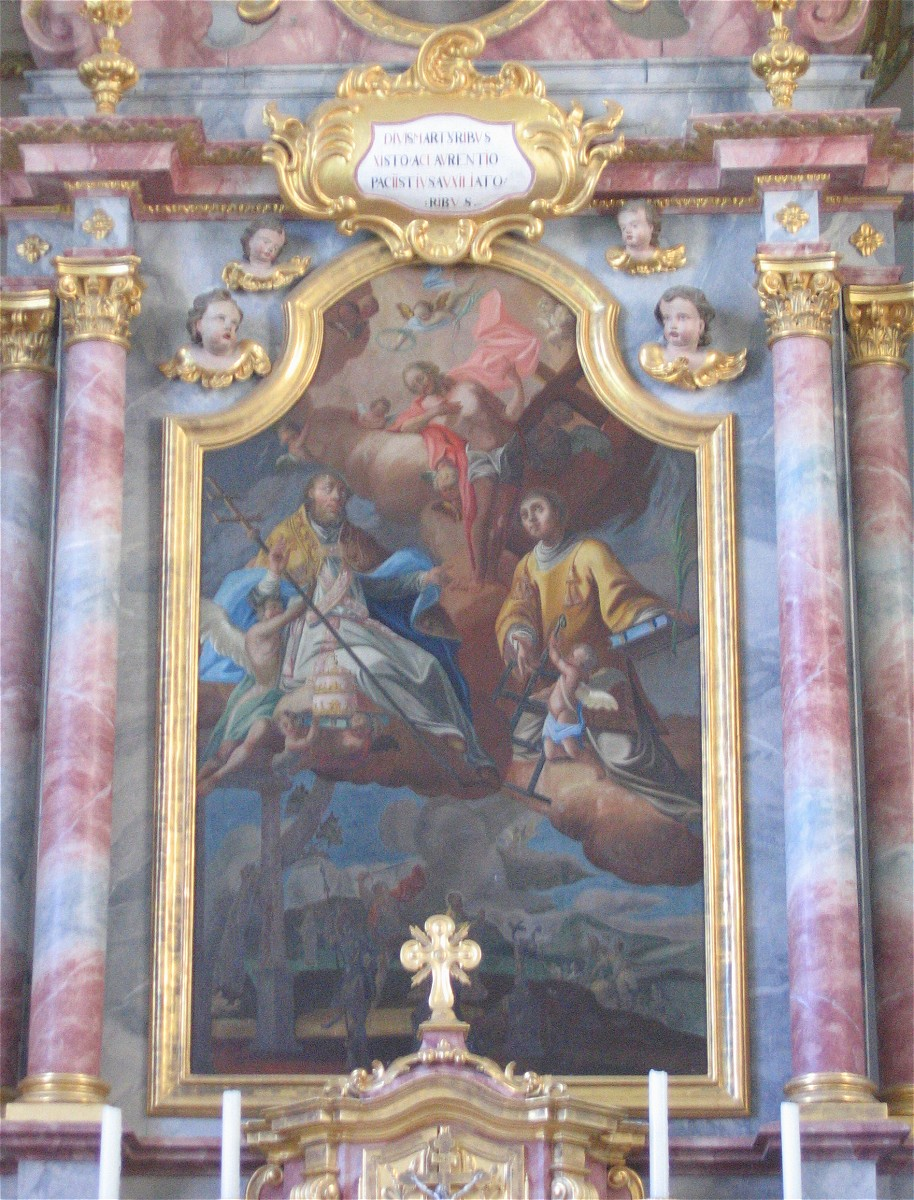
Wiechs
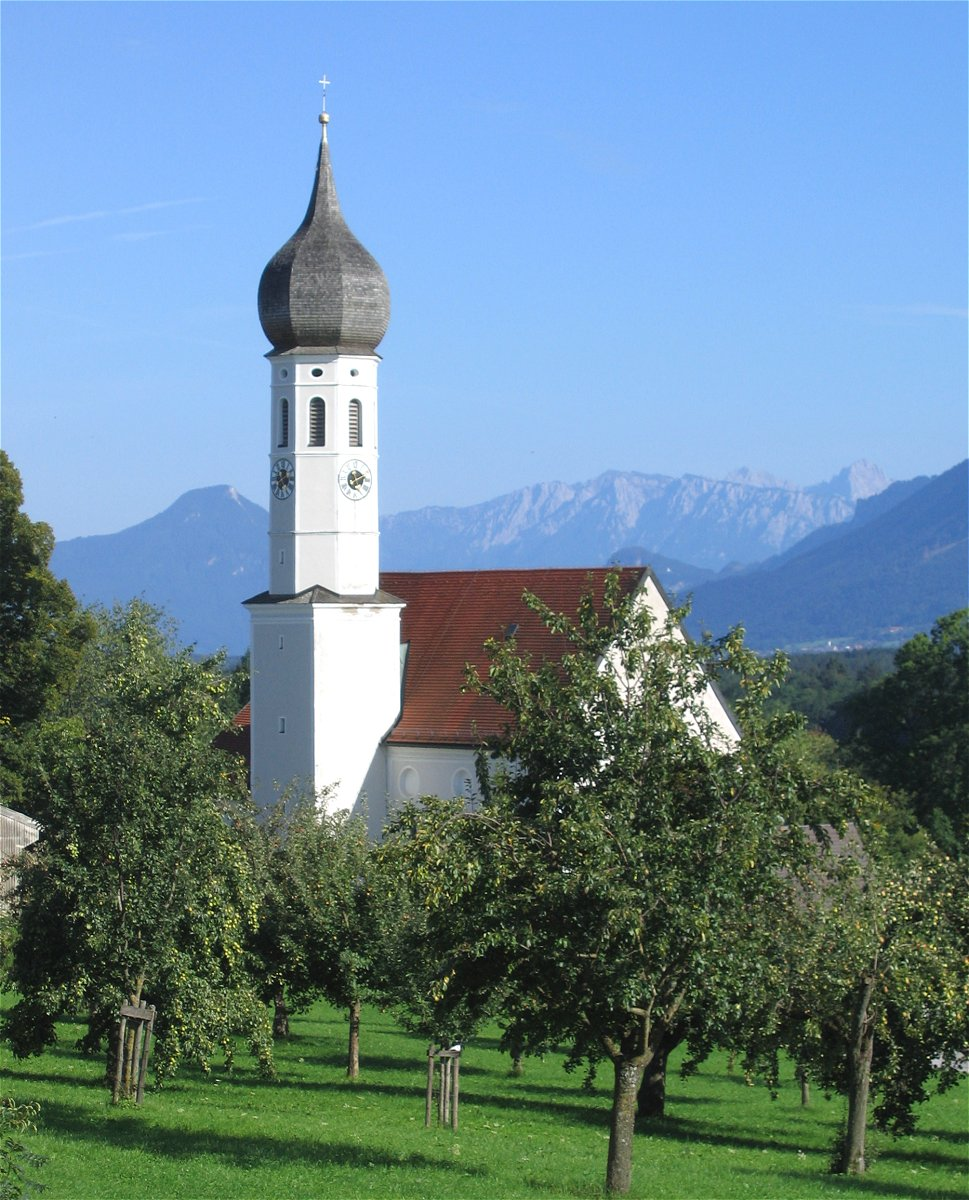
Dettendorf, im Hintergrund Kranzhorn (links) und Kaisergebirge

## Wirtschaft, Tourismus und Infrastruktur
Mehrere große Kur- und Rehabilitationseinrichtungen befinden sich in Bad Feilnbach. Eine Grundlage für die Behandlung in diesen Häusern bildet der Badetorf als traditionelles Kurmittel.
Da die Gemeinde Bad Feilnbach seit 1973 ein prädikatisiertes Heilbad ist, haben sich mehrere Badeärzte und Heilpraktiker niedergelassen, die sich auch mit alternativen Heilmethoden beschäftigen (z. B. TCM, Homöopathie, Kräutermedizin, Ayurveda, Naturheilkunde).
Der Vier-Sterne-Kaiser-Camping-Outdoor-Resort Bad Feilnbach mit circa 800 Stellplätzen ist seit 1968 Bestandteil des touristischen Angebotes von Bad Feilnbach.
Bad Feilnbach ist seit 2024 mit drei Buslinien an den Münchner Verkehrs- und Tarifverbund angeschlossen. Durch die Buslinien 343, 348 und der Wendelstein-Ringlinie 349 (fährt nur von Mai bis November) bestehen Verbindungen nach Bad Aibling, Raubling und Rosenheim sowie zwischen Mai und November mit der Wendelstein-Ringlinie nach Bayrischzell, Fischbachau, Brannenburg, Flintsbach und Oberaudorf.
| Linie | Linienverlauf | Verkehrsunternehmen |
| ----- | --- | ------------------- |
| 343   | Bad Aibling Bahnhof – Au – Bad Feilnbach                                                                             | RVO                 |
| 348   | (Brannenburg –) Au – Bad Feilnbach – Raubling – Rosenheim Bahnhof                                                    | Steinbrecher        |
| 349   | Wendelstein-Ringlinie: Bayrischzell Bahnhof – Birkenstein – Bad Feilnbach – Brannenburg – Bayrischzell – Fischbachau | Brandstätter        |

In Bad Feilnbach verkehrt die letzte im Dienst stehende Feldbahn Bad Feilnbach im ehemaligen Torfwerk. Sie fährt in einer Spurweite von 1000 mm.
Bad Feilnbach liegt am Bodensee-Königssee-Radweg, welcher in Lindau beginnt und zum Königssee bei Berchtesgaden führt.

### Bildung und soziale Einrichtungen
- Leo-von-Welden-Schule (Grund- und Mittelschule) Bad Feilnbach
- Grundschule Au
- vier Gemeindekindergärten und zwei katholische Kindergärten
- Alten- und Pflegeheim St. Martin
- Pflege-, Therapie- und Wellnesszentrum St. Lukas
- Ökumenische Nachbarschaftshilfe Bad Feilnbach e. V.
- Deutscher Orden Rehabilitationszentrum

### Öffentliche Einrichtungen
- Gemeinde mit Kur- und Gästeinformation
- Reisedienst der Kur- und Gästeinformation
- Volkshochschule Bad Feilnbach
- Schwimmbad in Bad Feilnbach (beheizt)
- Schwimmbad in Au
- Erlebnisspielplatz „Burg Altenwaldeck“ in Au
- Erlebnisspielplatz „Alter Bahnhof“ in Bad Feilnbach
- Kirchliche und gemeindliche Bibliothek

### Kur und Gesundheit
Es sind mehrere Kur- und Rehabilitationskliniken sowie Gesundheitskliniken am Ort:
- Medical Park Bad Feilnbach Reithofpark
- Medical Park Bad Feilnbach Blumenhof
- Ambulantes Kurmittelhaus Bad Feilnbach

### Natur und Freizeit

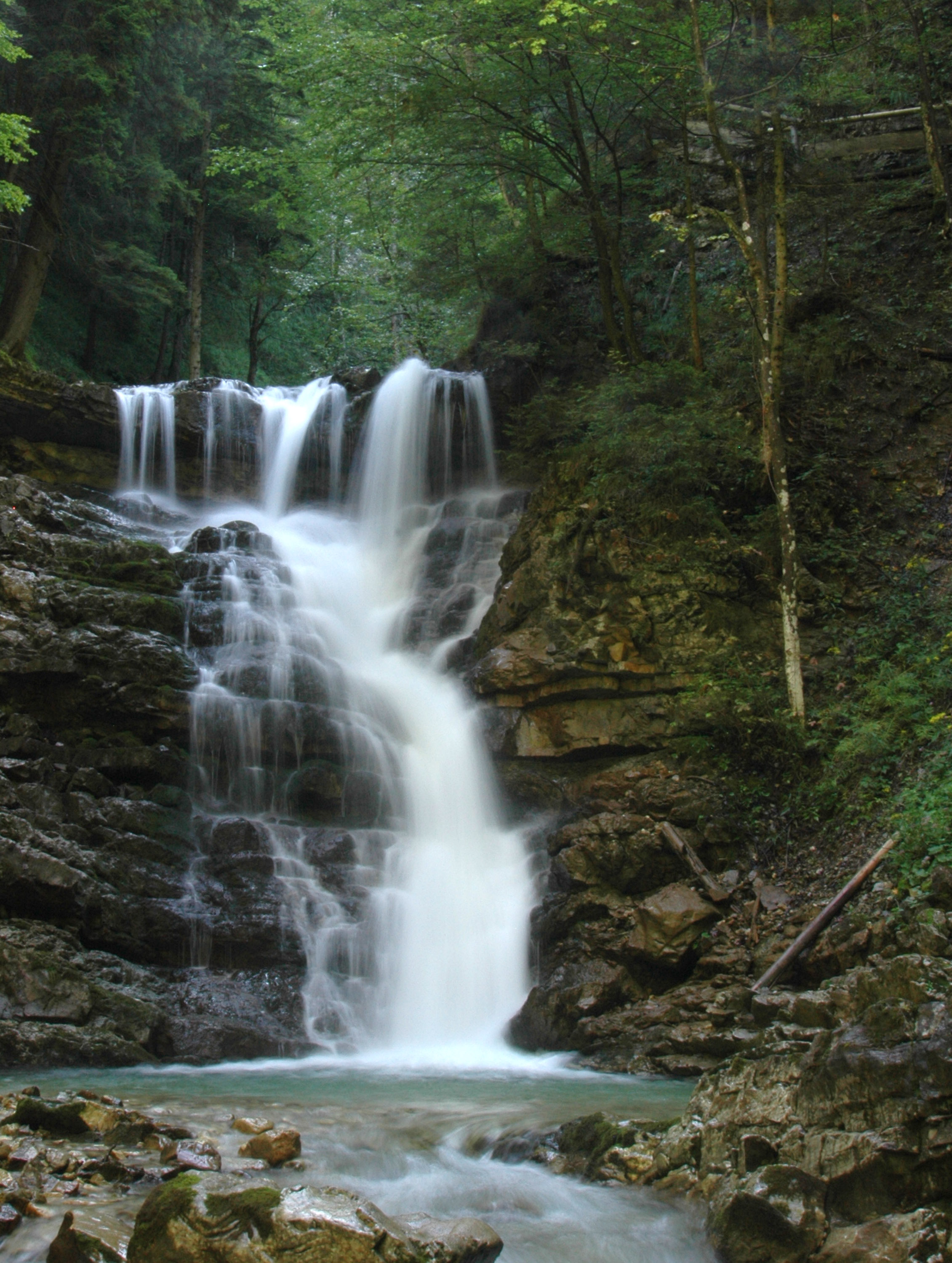
Jenbachwasserfall
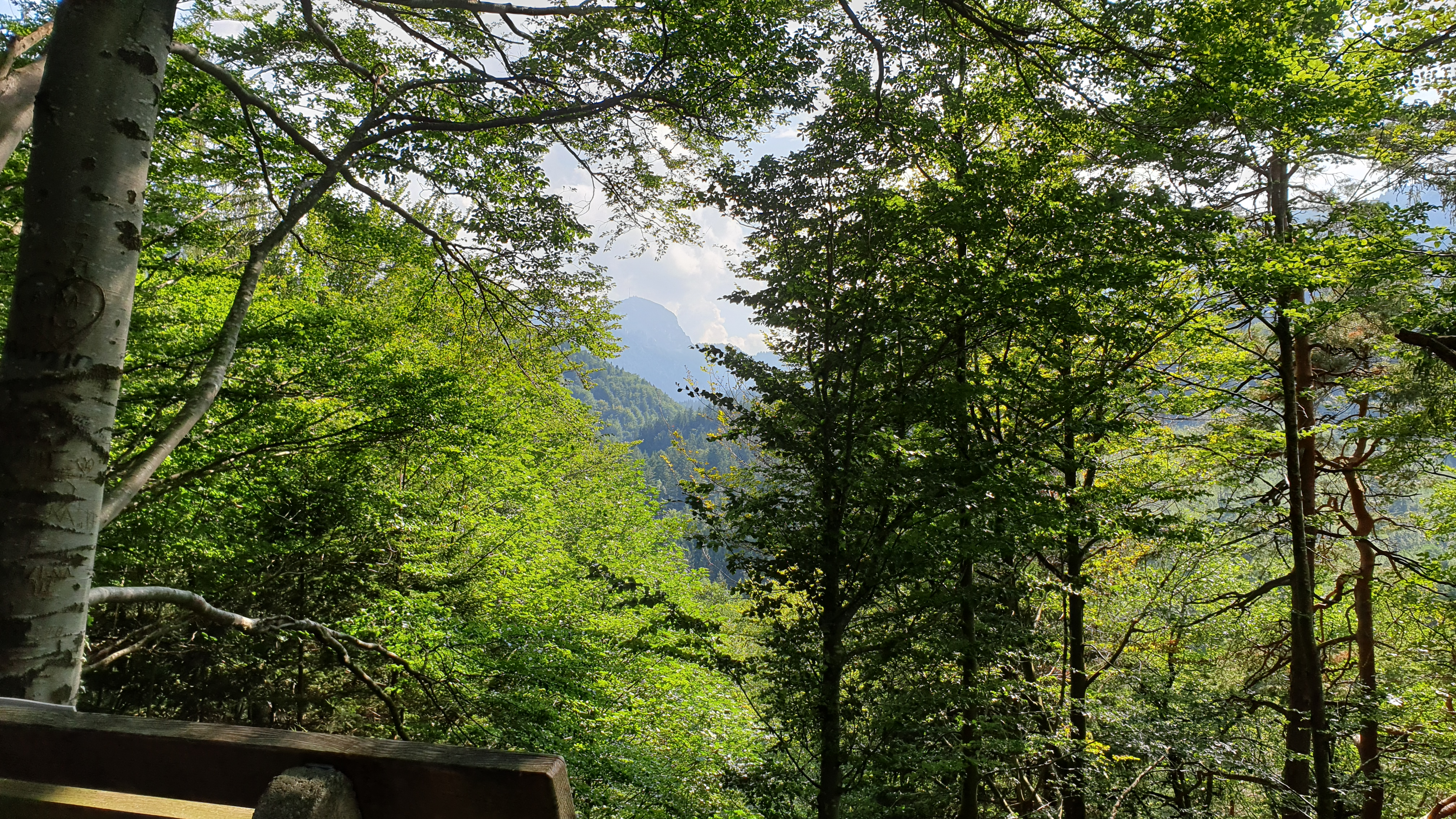
Malerwinkel Jenbachtal
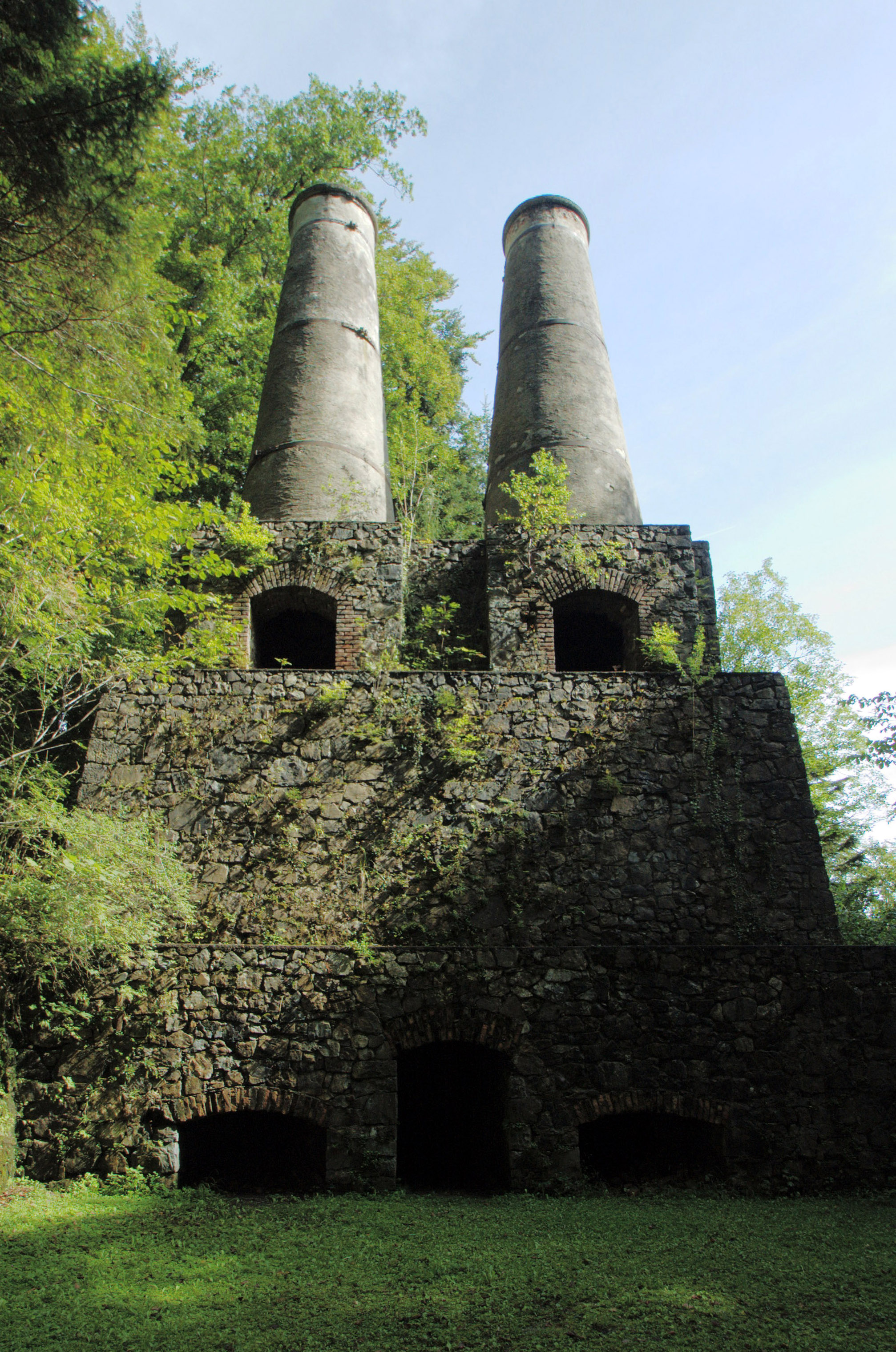
Historisches Zementwerk

- Jenbachtal und Jenbachwasserfälle
- Naturschutzgebiet Auer Weitmoos
- Moorerlebnisstation Sterntaler Filze
- Themenweg „Auf Gottes Spuren“
- Wassererlebnis „Jenbachparadies“
- Pferderegion Oberbayern/Tirol mit Fernreitwegen
- Industriedenkmal „Altes Zementwerk“ in Litzldorf
- Gesundheitsweg „Body2Brain“
- Der Findling von Steinwies

### Parks
Bad Feilnbach verfügt über mehrere „Natur“-Parks im Gemeindegebiet und entlang des Jenbachtals. Im oberen Teil des Jenbachtals zieht sich der Erlebnisweg „Jenbachwasser“ entlang an den Wasserfällen und dem Brechries vom oberen Parkplatz und den Almen im Jenbachtal bis zum Ortsrand. Im weiteren Verlauf des Erlebnisweges gelangt man in den Naturpark entlang des unteren Jenbachs. Dort befindet sich der Themenweg „Auf Gottes Spuren“ und das Wassererlebnis „Jenbachparadies“ mit dem Wasserspielplatz. Direkt am Rathaus und am Haus des Gastes befinden sich der kleine Kurpark mit dem Pavillon für Kurkonzerte und Veranstaltungen sowie der Naturteich.
Die Themenwege „Auf Gottes Spuren“, das „Moorerlebnis Sterntaler Filze“ und das „Jenbachparadies“ wurden alle über das EU-LEADER-Programm gefördert.

### Sport
- SV Bad Feilnbach e. V.
- Tennisclub Bad Feilnbach e. V.
- SG Wendelstein e. V. (Schützenverein)
- Minigolfclub Bad Feilnbach e. V. – 18 Bahnen Minigolfplatz (Betonbahnen)
- ASV Au
- Ski-Club Au e. V.
- EC Bad Feilnbach Eisstockschützen
- BC Bad Feilnbach (Bobsport)

### Regelmäßige Veranstaltungen
- Rossererfest (drittes Augustwochenende)
- Bayerns größter Apfelmarkt mit Gewerbeschau, drei Tage (zweiter Freitag, Samstag und Sonntag im Oktober)[9]
- Zwetschgenfest (dritter September-Sonntag, Aumanwirt, Altofing)
- Leonhardiritt in Lippertskirchen (erster oder zweiter Sonntag im November)
- Moos-Prost in Dettendorf, jährlich zu Pfingsten
- Nachtflohmarkt und Straßenfest der Freiwilligen Feuerwehr Bad Feilnbach (Juni)
- Chorwoche des Bayerischen Sängerbundes
- Kurkonzerte und Heimatabende
- Sommerfest im Naturpark (Juni)
- Weihnachtsmarkt im Naturpark (Dezember)
- Weihnachtscup/Hallenturnier des SV Bad Feilnbach
- Waldadvent im Naturpark Bad Feilnbach

## Persönlichkeiten

### Söhne und Töchter der Gemeinde
- Wolfgang Dientzenhofer (1648–1706), Barockbaumeister
- Georg Dientzenhofer (1643–1689), Barockbaumeister
- Annemarie Biechl (* 1949), Politikerin (CSU)
- Franz Xaver Gernstl (* 1951), Filmemacher

### Mit der Gemeinde verbundene Persönlichkeiten
- Christoph Hafer (* 1992), Bobsportler
- Rudolf Hermstein (* 1940), Übersetzer
- Abraham Millauer (um 1680–1758), Architekt, Kirchenbaumeister
- Jo Hanns Rösler (1899–1966), Schriftsteller
- Albanus Schachleiter (1861–1937), Benediktiner, Abt des Emmausklosters 1908–1924
- Leo von Welden (1899–1967), Maler und Grafiker